# Tangara rufigula
Tangara rufigula е вид птица от семейство Тангарови (Thraupidae).

## Разпространение
Видът е разпространен в Еквадор и Колумбия.